# Ignition (The Offspring)
Ignition is het tweede studioalbum van de Amerikaanse punkrockband The Offspring, geproduceerd door Thom Wilson en uitgebracht op 16 oktober 1992. Het album werd uitgebracht onder Epitaph Records en is de eerste uitgave van The Offspring op dit label. Het is het eerste en enige album met foto's van elk bandlid in de liner notes.
Uitgebracht tijdens het alternative rock en grunge-tijdperk, bracht het album de band een klein succes in Zuid-Californië en de band begon naam te maken. Dit succes zou alleen maar groter worden met het volgende album Smash. "Kick Him When He's Down" werd uitgebracht als promotiesingle in 1995, nadat de band populairder werd. "Kick Him When He's Down" is een van de weinige singles die niet op het Greatest Hits-album voorkomt. Het zesde nummer, "Dirty Magic", werd opnieuw opgenomen voor het negende studioalbum uit 2012, Days Go By. 

## Achtergrond
The Offspring werkte in 1991 samen met producer Thom Wilson om de ep Baghdad op te nemen. Deze ep was doorslaggevend bij het tekenen van de band bij Epitaph Records. Wilson probeerde The Offspring bij Epitaph te krijgen, een label gerund door Bad Religion-gitarist Brett Gurewitz. Gurewitz vond The Offspring niet uitgesproken genoeg voor het label, maar hij gaf de band toch een kans na Baghdad. Door het succes van de ep mocht de band hun tweede studioalbum opnemen. De band ging twee studio's in, Westbeach Recorders en Track Record, in juni 1992. Ignition werd met hetzelfde productieschema opgenomen als The Offspring en Baghdad, die beide werden opgenomen in één maand (respectievelijk maart 1989 en februari 1991).
Bepaald materiaal zoals "Take It Like a Man" (origineel opgenomen in 1991 voor een compilatie van Flipside Magazine The Big One) en "Get It Right" (voorkomend op Baghdad) waren bijgewerkte versies van nummers, die waren opgenomen tijdens het The Offspring/Baghdad-tijdperk. Het album had ook een outtake, "Mission From God", die later werd uitgebracht op het compilatiealbum Punk-O-Rama 10 in 2005. Op het nummer "Session" van begint met drummer Ron Welty die herhaaldelijk "fuck" roept.
Op 16 oktober 1992 werd Ignition uitgebracht. Het album werd een klein succesje in de zuidelijke regio van Californië, voornamelijk in de gebieden van San Diego, Orange County en Los Angeles (waar het album werd opgenomen). Ondanks dat er geen video's uitkwamen van Ignition, werd "Kick Him When He's Down" uitgebracht als een airplay-only single in 1995. Ignition kreeg een gouden onderscheiding op 22 januari 1996, twee jaar na de release van Smash.
Op 17 juni 2008 bracht Epitaph Ignition (samen met Smash) geremasterd opnieuw uit. Deze heruitgave kwam op dezelfde dag uit als het toenmalige album Rise and Fall, Rage and Grace.

## Nummers
| No. | Titel                     | Looptijd |
| --- | ------------------------- | -------- |
| 1.  | "Session"                 | 2:32     |
| 2.  | "We Are One"              | 3:59     |
| 3.  | "Kick Him When He's Down" | 3:16     |
| 4.  | "Take It Like a Man"      | 2:55     |
| 5.  | "Get It Right"            | 3:06     |
| 6.  | "Dirty Magic"             | 3:48     |
| 7.  | "Hypodermic"              | 3:21     |
| 8.  | "Burn It Up"              | 2:42     |
| 9.  | "No Hero"                 | 3:22     |
| 10. | "Lapd"                    | 2:45     |
| 11. | "Nothing From Something"  | 3:00     |
| 12. | "Forever And a Day"       | 2:37     |

## Betrokkenen
- Dexter Holland - zang
- Noodles - gitaar, achtergrondzang
- Greg K. - basgitaar, achtergrondzang
- Ron Welty - drums